# Valencia Open 2015
Il Valencia Open 2015 è stato un torneo di tennis giocato su campi in cemento al coperto. È stata la 21ª edizione dell'evento conosciuto come Valencia Open o Open de Tenis Comunidad Valenciana, ed appartiene alla categoria ATP World Tour 250 series nell'ambito dell'ATP World Tour 2015. Gli incontri si sono disputati al Ciutat de les Arts i les Ciències di Valencia, in Spagna, dal 26 ottobre al 1º novembre 2015.

## Partecipanti

### Teste di serie
| Nazionalità | Giocatore              | Ranking* | Testa di serie |
| ----------- | ---------------------- | -------- | -------------- |
| Spagna      | David Ferrer           | 8        | 1              |
| Spagna      | Feliciano López        | 17       | 2              |
| Australia   | Bernard Tomić          | 18       | 3              |
| Italia      | Fabio Fognini          | 22       | 4              |
| Francia     | Benoît Paire           | 23       | 5              |
| Spagna      | Guillermo García López | 25       | 6              |
| Spagna      | Roberto Bautista Agut  | 27       | 7              |
| Francia     | Jérémy Chardy          | 29       | 8              |

* Ranking al 20 ottobre 2015.

### Altri partecipanti
I seguenti giocatori hanno ricevuto una wild card per il tabellone principale:
- Nicolás Almagro
- Marcel Granollers
- Andrej Rublëv

I seguenti giocatori sono passati dalle qualificazioni:

- Daniel Brands
- Tarō Daniel
- Michał Przysiężny
- Miša Zverev

I seguenti giocatori sono entrati come Lucky loser:
- Norbert Gombos
- Albert Montañés

## Campioni

### Singolare
João Sousa ha sconfitto in finale  Roberto Bautista Agut per 3–6, 6–3, 6–4.
- È il secondo titolo in carriera per Sousa, il primo del 2015.

### Doppio
Eric Butorac /  Scott Lipsky hanno sconfitto in finale  Feliciano López /  Maks Mirny per 7–6(4), 6–3.